# پالت ناب (میزوری)
پالت ناب (به انگلیسی: Pilot Knob) یک شهر در ایالات متحده آمریکا است که در شهرستان آیرون، میزوری واقع شده‌است. پالت ناب ۲٫۳۳ کیلومتر مربع مساحت و ۷۴۶ نفر جمعیت دارد و ۲۹۳ متر بالاتر از سطح دریا واقع شده‌است.